# Cimetière de la Trinité (Paris)
Pour les articles homonymes, voir Cimetière de la Trinité.
Le cimetière de la Trinité est un ancien cimetière qui était situé rue Saint-Denis dans le 2e arrondissement de Paris.

## Emplacement
Le cimetière de la Trinité était situé nos  164-176 rue Saint-Denis, derrière l'hôpital de la Trinité. De forme quadrilatère, il était délimité par les actuelles rue Saint-Denis, rue Greneta, boulevard de Sébastopol, rue Guérin-Boisseau.

## Historique
En 1224, l'hôpital de la Trinité achète la plâtrière de la Croix-Verte, une ancienne carrière de plâtre, pour en faire un cimetière.
Lors de la Grande peste de 1348, le cimetière des Innocents ne peut suffire à accueillir les centaines de corps qui lui sont amenés de l'Hôtel-Dieu de Paris en particulier. La ville de Paris achète alors le cimetière et une partie de l'enclos de l'hôpital. On accède alors au cimetière directement par l'extérieur par une ruelle qui était située vers l'actuel no 164 rue Saint-Denis. De grandes fosses sont alors ouvertes, pouvant contenir, chacune, jusqu’à 600 cadavres.
Fin mai 1418, durant la guerre civile entre Armagnacs et Bourguignons, Paris est livré à Jean de Villiers de L'Isle-Adam, capitaine d'une troupe de partisans du duc de Bourgogne. Le 12 juin suivant, les Armagnacs sont massacrés par la populace. Le cimetière est alors de nouveau largement utilisé. C'est encore le cas lors des épidémies de peste de 1428 et 1466.
En 1554, le roi Henri II prescrit à l'Hôtel-Dieu de Paris de cesser d'y inhumer ses morts et de le remplacer par un cimetière à créer sur l'île Maquerelle. Ceci n'empêche toutefois pas l'Hôtel-Dieu d'y enterrer toujours ses morts.
Faisant suite à l'édit d'Amboise de 1563, l'article 6 de l'édit de Beaulieu en 1576, accorde le droit de sépulture, dans ce cimetière, aux protestants,. La partie qui leur est affectée était située au Nord, en bordure du passage Basfour, l'autre partie restant pour les sépultures catholiques.
En 1672, pour des questions sanitaires relatives à la santé des Enfants bleus, l'Hôtel-Dieu de Paris et l'hôpital de la Trinité achètent dans le faubourg Saint-Marcel une parcelle sur laquelle ils ouvrent le cimetière de Clamart. Dès lors, le cimetière de la Trinité n'est plus utilisé à l'exception d'une partie, réservée aux protestants, située au Nord-Est.
En 1678, le cimetière est totalement désaffecté et l'emplacement est utilisé pour l'instruction des Enfants bleus.

## Vestiges archéologiques
En 1843, le terrain est fouillé à fond et les ossements sont transportés aux Catacombes pour laisser place à la cour du Commerce qui a disparu avec l'ouverture en 1857, 1858 et 1859, du boulevard de Sébastopol et la rue de Palestro.
En janvier 2015, lors de travaux effectués dans les caves du Monoprix Réaumur-Sébastopol, l'ancien immeuble Félix Potin, huit fosses communes sont découvertes comprenant au total plus de 200 squelettes qui seraient des ossements du cimetière de la Trinité,,.

## Personnalités enterrées
- Salomon de Caus (1576-1626)
- Claude Le Jeune (vers 1525/1530-1600)[10]